# تلمبة نينوا (نغار بردسير)
تلمبة نينوا (بالإنجليزية: Tolombeh-ye Ninva)‏ هي مستوطنة تقع في إيران في كرمان. يقدر عدد سكانها بـ 44 نسمة .